# Râul Valea Stânei, Pita
Râul Valea Stânei este un curs de apă, afluent al râului Pita. 